# إيلين باول تومسون
إيلين باول تومسون (بالإنجليزية: Ellen Powell Thompson)‏ هي عالمة نبات أمريكية، ولدت في 1840 في جاكسون في الولايات المتحدة، وتوفيت في 1911.